# Justin Bowen
Justin Bowen (Chicago, 26 maggio 1983) è un ex cestista statunitense, professionista nella NBDL, in Australia e in Asia.